# Dániel Magay
Dániel Magay (ur. 6 kwietnia 1932 w Segedynie) – węgierski szablista reprezentujący też USA, złoty medalista igrzysk olimpijskich i mistrzostw świata.
Na igrzyskach olimpijskich w Melbourne w 1956 roku Węgrzy w składzie: Aladár Gerevich, Rudolf Kárpáti, Pál Kovács, Attila Keresztes, Jenő Hámori i Dániel Magay zdobyli drużynowo złoty medal. Indywidualnie nie startował. Był to jego jedyny występ olimpijski.
Podczas mistrzostw świata w Luksemburgu w 1954 roku razem z Tiborem Berczellym, Aladárem Gerevichem, Rudolfem Kárpátim, Pálem Kovácsem i Bertalanem Pappem zwyciężył w zawodach drużynowych.
Trzykrotnie zdobywał mistrzostwo USA, w latach 1957, 1958 i 1961.
Po IO 1956 – tak jak Hámori i Keresztes – w związku z wydarzeniami w Budapeszcie nie wrócił do kraju i osiadł w Stanach Zjednoczonych. Ukończył studia i podjął pracę w Dolinie Krzemowej w firmie Raychem.